# Rødstrømper - en kavalkade af kvindefilm
Rødstrømper - en kavalkade af kvindefilm er en film instrueret af Mette Knudsen efter eget manuskript.

## Handling
Denne kavalkade er både kvindehistorie og kvindebevægelsens historie. Den indeholder citater fra omkring 20 film, der er opstået mere eller mindre som udtryk for græsrødders ønske om at videregive, hvordan kvinders livssituation i virkeligheden så ud. Der er nyoptagelser og en sammenkædende kommentar, der sammen med de brugte citater fører filmen ind på emner som: de første aktioner, rødstrømpebevægelsen, kvinden som objekt, det privates offentliggørelse, lesbisk bevægelse, kampen for ligeløn, arbejdsmarkedet og kvinderne, basisgrupperne, kvinder i ulandene, vold mod kvinder m.v.